# 里夫斯 (喬治亞州)
里夫斯（英語：Reeves）是位於美國喬治亞州戈登縣的一個非建制地區。該地的面積和人口皆未知。

## 地理
里夫斯的座標為34°27′41″N 85°00′46″W / 34.46139°N 85.01278°W，而該地的平均海拔高度為192米（即630英尺）。